# 乔映澍
乔映澍（1918年2月13日—1999年），字雨生，出生于甘肃省靖远县，祖籍山西，中国人民解放军海军高级将领。抗日战争时期任八路军晋察冀军区第四军分区九区队司令部作训参谋兼一连连长、晋察冀军区30团作战参谋、第三旅作战科科长。国共内战期间先后任晋察冀北军分区骑兵二团团长、冀察热辽军区独7师19团团长、东北野战军9纵27师475团团长、第四野战军46军138师参谋长。朝鲜战争时任志愿军12军34师实习参谋长。海军成立后任北海舰队潜艇第二支队副队长兼参谋长、东海舰队上海基地修接船管理支队支队长。

## 生平

### 早年经历
民国7年（1918年）2月13日出生在甘肃省靖远县东湾镇。民国25年（1936年）在兰州读书时参加游行示威支持西安事变，后返回家乡积极投身抗日救亡活动。民国27年(1938年)，在兰州一中上学时经四哥乔映淮介绍参加了甘肃青年抗战团，然后又一起到西北训练团受训，西北训练团结业的前决定去延安抗大学习。

### 抗日战争时期
民国27年(1938年)8月，经八路军驻兰州办事处处长伍修权介绍，奔赴延安参加八路军。12月，乔雨生随抗大第二分校开赴抗日前线，来到晋察冀军区。民国28年(1939年)7月，任晋察冀军区第四军分区游击队训练队长。民国29年随第四军分区参加百团大战。民国30年(1941年)，担任晋察冀军区第四军分区九区队司令部作训参谋兼一连连长。民国30年夏，夺取日本华北方面军在桃梨坪的碉堡，全歼守卫碉堡的日军小分队，秋天夺取山西梅家庄的一个炮台，消灭伪军一个分队，冬天率全连在游击区对日寇进行反扫荡。年终总结时被军分区九区评为模范党员和干部，军分区传令嘉奖并在所办的《火线报》上报道了他的事迹。民国31年(1942年)，任晋察冀军区30团作战参谋。
民国34年(1945年)，任第3旅作战科科长。

### 第二次國共內戰时期
国共内战中，参加过辽沈、平津、渡江战役。辽沈战役中率团解放了平定堡，攻打赵川县时俘獲了国军少将司令，1948年到内战结束前共担任过六任团长。民国34年(1945年)，任第3旅作战科科长。第二年1月参加承德保卫战，与国军刘玉章部在平泉小寺沟展开激战，战斗中头部受重伤。民国35年(1946年)，任察北军分区骑兵2团参谋长、代理团长，7月配合东北军区夏季攻战，围困热河省凤山县国军，参与大磨沟战斗，在打援中歼灭国军骑兵第14纵队一个团后，升任团长。民国37年(1948年)6月，调任东北军区独7师19团团长，在张家口战役中攻占崇礼县时歼灭傅作义部一个团约1300余人，獲毛澤東親授「戰鬥英雄團」的榮譽。1948年9月10日，乔雨生率獨7師19團攻打平定堡，取得了決定性勝利，殲敵七百餘人，繳獲60毫米迫击炮一門、機槍14挺、步槍586支。9月28日的赵川战斗中率十九团在城西南角截击国民党军突围部队，将其全歼。此战歼敌一个正规团，及国民党赤城、龙关二县党、政、警、特武装1000余人，生擒国民党察东保安副司令于鸿儒和国民党赤城县长杨炳彩。民国37年(1948年)12月参加平津战役，多次参加主攻任务，在土木堡、沙城之间，与傅作义部伏兵展开激战，将国军阻击于土木堡，受到中央和军区嘉奖。后与傅作义部在平绥线展开拉锯战，在国军绝对的空优下，守住了阵地，并完成了对国军的战略分割任务。在攻克塘沽战斗中，率团强渡海河，经过29小时激战占领了塘沽，切断了平津国军从海上的撤退路线。 
民国38年(1949年)4月，乔雨生随四野先遣兵团从河北霸县南下，追击国军残部两个月后达到湖北麻城、孝感一带。
7月，乔雨生的475团作为46军的右侧警戒，从汉阳沿长江北往南开进于7月17日在嘉鱼县境内渡过长江，攻占蒲圻、临湘(和平解放），7月21日与四野159师副师长杨力率475团开入岳阳城。接着乔雨生又奉命带团在洞庭湖一带开展剿匪作战，清剿土匪与特务共9000余人，收编了残匪、地方武装，稳固了当地刚刚建立的共产党政权。1949年8月中下旬，159师师部带475、476团组建了湖南军区长沙军分区，同时将475、476团分别改称为长沙军分区独立1团、独立2团。

### 中华人民共和国成立后
1949年11月，中华人民共和国成立后，调任第四野战军46军138师参谋长。
1952年初作为军事观摩团副团长赴朝鲜战场参与抗美援朝战争，到朝鲜后任中国人民志愿军12军34师实习参谋长，期间参加朝鲜战争1952年春夏季战役。11月，刘伯承组建南京军事学院时因为乔雨生良好的文化基础而选送他分别去学院高级系、海军系学习，1955年被中央军委授予海军上校军衔。
1956年8月任南京海军学院陆军教授会主任。
因为成绩优异，得到学院的认可，1959年被调到海军旅顺基地担任潜艇二支队副队长兼参谋长，指挥苏制S级、613型、633型潜艇编队。1960年体检时查出患有糖尿病，无法去苏联进修，后晋升海军大校。1966年退居到二线，调任东海舰队上海保障基地任修船管理支队支队长，此后定居上海。1978年当选海軍中共第四屆黨代會代表，文革结束后因为曾是林彪的部下而被誤定為四人幫骨幹下放至上海崇明島勞動，后被证实为冤假错案，1980年1月得到平反，6月，晋升副军级支队长，行政级别10级，在中央军委恢复军衔制前相当于少将的等级与待遇。1981年离休，1999年逝世于北京，享年81岁。乔雨生戎马一生参加了无数的战斗，在战斗中总能够身先士卒、带头作战。根据开国少将詹大南回忆，乔雨生平津会战时曾夺过身边战士的冲锋枪奋勇杀敌，并与敌人贴身肉搏。1957年经国防部批准授予他“中华人民共和国三级独立自由勋章”、“ 中华人民共和国二级解放勋章”。1988年中央军委授予他“中国人民解放军功勋荣誉章”等。